# 윤태인
윤태인은 대한민국의 배우이다.

## 출연 작품

### 영화
- 《두번할까요》 (2019년) - 외제차남 역
- 《타짜: 원 아이드 잭》 (2019년) - 습격 덩치들 역
- 《독전》 (2018년) - 하림부하 역
- 《맨홀》 (2014년) - 연인 남 역
- 《방황하는 칼날》 (2014년) - 서울형사 2 역
- 《브라보 마이 라이프》 (2007년) - 해외사업부 직원 역

### 드라마
- 《KBS 드라마 스페셜 - 렉카》 (2019년, KBS2)
- 《날 녹여주오》 (2019년, tvN)
- 《러블리 호러블리》 (2018년, KBS2)
- 《추리의 여왕 2》 (2018년, KBS2)
- 《나쁜 녀석들 : 악의 도시》 (2017년, OCN)  - 김재현 역
- 《매드 독》 (2017년, KBS2) - 형사 역
- 《비밀의 숲》 (2017년, tvN) - 서상원 (서형사) 역
- 《비밀의 숲 2》 (2020년, tvN) - 서상원 (서형사) 역
- 《서초동》 (2025년, tvN) - 김상구 역

### 뮤지컬
- 《팔만대장경》

### 연극
- 《중독》 - 큰형님 역
- 《고도를 기다리며》 - 연출 블라디미르 역
- 《넌버벌 똥개들》 - 리더개 역
- 《스켈리두》 - 정지훈(멀티맨) 역
- 《신문고》 - 임꺽정 역
- 《달고나》